# Салми, Илкка
И́лкка Та́пани Са́лми (фин. Ilkka Tapani Salmi; 20 декабря 1968, Турку, Финляндия) — финский юрист, начальник полиции безопасности Финляндии (2007—2011), лейтенант.

## Биография
Окончил юридический факультет университета Турку и в 1993 году получил степень магистра международного и сравнительного права в Брюссельском университете.
С 1995 года работал в качестве ассистента в структуре Европейского парламента и с 1998 года в качестве представителя от Финляндии. Позднее занимал должность советника в штате премьер-министра Пааво Липпонена .
В 2002 году поступил в структуру полиции безопасности Финляндии, где до 2005 года работал в контрразведке, а с 2007 по 2011 годы возглавлял ведомство. В это же время был начальником отдела правового надзора и распространения информации в парламенте Финляндии.
В феврале 2011 года назначен директором Разведывательного и ситуационного центра Дипломатической службы Европейского союза.
С 1 января 2016 года назначен на постоянную руководящую должность в структурах безопасности Европейского союза.
Женат. Имеет троих детей.